# Claude Tessier
Pour l’article homonyme, voir Tessier.
Claude Tessier (né le 8 février 1943 et décédé le 8 novembre 2010) est un administrateur, professeur et homme politique fédéral et municipal du Québec.

## Biographie
Né à Sainte-Thècle dans la région de la Mauricie, il entame une carrière publique en devenant maire de la municipalité de Lac-Mégantic de 1973 à 1976.
Élu député du Parti libéral du Canada dans la circonscription fédérale de Compton en 1974, il avait précédemment tenté d'être élu en 1972. Réélu dans Mégantic—Compton—Stanstead en 1979 et en 1980, il fut défait en 1984 par le progressiste-conservateur François Gérin.
Durant sa carrière politique, il est secrétaire parlementaire du ministre du Revenu national de 1980 à 1982.